# Zmarli w roku 1892
Lista osób zmarłych w 1892:

## styczeń 1892
- 2 stycznia:
  - George Biddell Airy, angielski astronom, odkrywca astygmatyzmu oka[1]
  - Wincenty Niewiadomski, polski literat, popularyzator nauk przyrodniczych, urzędnik[2]
- 6 stycznia – Aleksandra z Potockich Potocka, polska magnatka, właścicielka dóbr wilanowskich, działaczka charytatywna[3]
- 31 stycznia – Charles Spurgeon, brytyjski kaznodzieja baptystyczny, teolog i autor pieśni religijnych[4]

## marzec 1892
- 26 marca – Walt Whitman, amerykański poeta, uważany za jednego z prekursorów współczesnej literatury amerykańskiej[5]

## kwiecień 1892
- 11 kwietnia – Štefan Marko Daxner, słowacki prawnik, publicysta, działacz narodowy i polityk, zaliczany do tzw. „generacji szturowców”[6]
- 17 kwietnia – Alexander Mackenzie, kanadyjski polityk, premier Kanady[7]

## lipiec 1892
- 7 lipca – Jan Czerski, polski geolog, paleontolog, przyrodnik i badacz Syberii[8]

## październik 1892
- 2 października – Ernest Renan, francuski pisarz, historyk i filozof, badacz historii religii, zwłaszcza chrześcijaństwa[9]
- 6 października – Alfred Tennyson, angielski poeta przedstawiciel postromantyzmu wiktoriańskiego[10]

## listopad 1892
- 18 listopada – Hannes Finsen, duński polityk, prefekt Wysp Owczych[11]

## grudzień 1892
- 6 grudnia – Werner von Siemens, niemiecki wynalazca i konstruktor w dziedzinie elektrotechniki[12]